# Peltacanthina magnifica
Peltacanthina magnifica är en tvåvingeart som först beskrevs av Walker 1849.  Peltacanthina magnifica ingår i släktet Peltacanthina och familjen bredmunsflugor. Inga underarter finns listade i Catalogue of Life.